# جوردن پیل
 جوردن پیل (انگلیسی: Jordan Peele؛ زادهٔ ۲۱ فوریهٔ ۱۹۷۹) هنرپیشه، نویسنده و کارگردان اهل ایالات متحده آمریکا است. وی از سال ۲۰۰۲ میلادی تاکنون مشغول فعالیت بوده‌است. پیل بیش‌تر برای ساخت دو فیلم ترسناک برو بیرون و ما شهرت دارد. او موفق شد در نودمین دوره جوایز اسکار، برای نگارش فیلم‌نامه برو بیرون، برنده اسکار بهترین فیلم‌نامه غیراقتباسی شود.

## گزیده فیلم‌شناسی
به عنوان فیلمساز
| به آثاری اشاره دارد که در حال حاضر منتشر نشده‌اند | به آثاری اشاره دارد که در حال حاضر منتشر نشده‌اند |

| سال  | عنوان                                  | کارگردان | نویسنده | تهیه‌کننده | توزیع                | یادداشت       |
| ---- | -------------------------------------- | -------- | ------- | --------- | -------------------- | ------------- |
| ۲۰۱۶ | کیانو                                  | نه       | آری     | آری       | برادران وارنر پیکچرز | همچنین بازیگر |
| ۲۰۱۷ | برو بیرون                              | آری      | آری     | آری       | یونیورسال پیکچرز     |               |
| ۲۰۱۸ | بلکککلنزمن                             | نه       | نه      | آری       | فوکس فیچرز           |               |
| ۲۰۱۹ | ما                                     | آری      | آری     | آری       | یونیورسال پیکچرز     |               |
| ۲۰۲۱ | کندی‌من                                 | نه       | آری     | آری       | یونیورسال پیکچرز     |               |
| ۲۰۲۲ | جواب منفی                              | آری      | آری     | آری       | یونیورسال پیکچرز     | [ ۱ ] [ ۲ ]   |
| ۲۰۲۲ | برای عیسی بوق بزن. روح خود را نجات بده | نه       | نه      | اجرایی    | فوکس فیچرز           |               |
| ۲۰۲۲ | وندل و وایلد                           | نه       | آری     | آری       | نتفلیکس              | همچنین بازیگر |